# Xports
Xports(엑스포츠)는 2005년부터 2009년까지 존속했던 대한민국의 케이블TV 스포츠 채널이었다.
2005년 2월 25일 IB 스포츠가 영화채널 'TCM & 클래식 무비'를 인수한 뒤 방송위원회의 방송 장르 변경 절차를 거쳐 같은 해 4월 1일에 개국했다. 같은 해 MLB와 AFC 챔피언스 리그의 독점 중계권을 획득했고, 2008년에는 KBO 리그 중계권을 획득했다. 2005년 프로레슬링 WWE 스맥다운을 방영하기도 하였다. 2006년 4월 18일 CJ E&M에 넘어갔으나, 2009년 8월 13일에 SBS의 지주회사인 SBS 미디어홀딩스에 200억원이라는 거금으로 다시 인수되고, SBS가 방송통신위원회에 장르 변경 절차를 신청해 경제 채널 SBS CNBC로 바꾸면서 엑스포츠는 2009년 12월 27일자로 폐국되었다. 이후 CJ E&M이 2012년 자사의 계열 채널인 XTM을 통해 프로 축구, 프로 야구, 프로 농구 등의 중계권을 다시 갖고 오게 되면서 CJ E&M 계열에서 프로 축구, 프로 야구, 프로 농구 등의 중계가 XTM을 통하여 재개되었다.

## 방송 특징

2008년 xports 프로야구중계

기존 지상파 3사 산하의 스포츠 중계 제작 환경에서 외주 제작 시장을 넓히고 3사의 입김을 받지 않는 유일한 스포츠 방송이었다.

하지만 케이블 베이스의 태생적 한계와 자금력의 한계 그리고 모기업 CJ ENM의 사업 정리로 인하여 5년간의 짧은 채널 역사를 마감하였다.

2006년 2월 케이블 최초 축구대표팀 A매치 경기를 지상파를 제외하고 케이블 단독 방송을 하면서 케이블 최고 시청률을 기록(TNS 전국 15.1% ).
KBL 중계시 프로농구 중계시 최초로 코믹 프로모션 제작및 경기중 2쿼터후 승리팀 감독을 코트에서 직접 인터뷰 섭외를 하여 구단 프런트+코칭 스텝+선수들의 미디어 친화도를 높였다. 또한 1시간전 라커룸의 모습을 보여주는등 기존 방송의 딱딱함을 벗어난 중계를 보여줬다. KBO 프로야구 중계시 경기 전에 아나운서가 덕아웃에서 인터뷰를 시도하는 "정지원의 rewind" 8회말 종료시 그날 경기의 영상을 BGM과 함께 중계차에서 직접 제작한 "그라운드 스케치"등이 있었다.
한편, 2007년 8월 방영될 예정이었던 골프드라마 <홀인원>으로 첫 드라마 방송을 할 예정이었으나 이런저런 사정으로 불발됐다.

## Xports 선곡표
xports의 메이저 리그 타이틀 음악은 영화 national treasure OST중 "chase"를 샘플링 한 것이었으며, KBO타이틀 음악은 megadeath 의 "holy war"를 샘플링 한 음악이었다. xports의 영상에 삽입되었던 음악들은 네티즌들에게 좋은 평가를 받으며 xports의 트레이드 마크로 자리잡았다.

## 아나운서
- 정지원 - 현 채널A
- 박찬 - 현 스포츠원, SKYEN 아나운서
- 홍원기 - 현 OBS 아나운서
- 김준우 - 현 OBS 아나운서

1기 공채 아나운서
- 김태우 - 현 OBS, IB스포츠 아나운서
- 신상영

2기 공채 아나운서
- 정찬우 - 현 IB스포츠 아나운서
- 최무송 - 전 XTM 홍보팀
- 김수환 - 현 MBC Sports+ 아나운서

## 혼동되는 미디어 조합
케이블 채널 Xports와 스포츠 언론사 엑스포츠뉴스(2004년 설립)는 모기업이 전혀 다른 별개의 미디어이다.